# Симфония № 15 (Моцарт)
Симфония № 15 соль мажор, KV 124 — симфония Вольфганга Амадея Моцарта, которая была написана в первые недели 1772 года в Зальцбурге. Примечание к оригинальной рукописи симфонии указывает на то, что она могла быть написана по религиозному поводу (возможно, в честь нового архиепископа Зальцбурга).

## Структура
Симфония состоит из четырёх частей:
1. Allegro, 3/4
2. Andante, 2/4 (в до мажоре)
3. Menuetto ― Trio, 3/4 (в ре мажоре)
4. Presto, 2/4

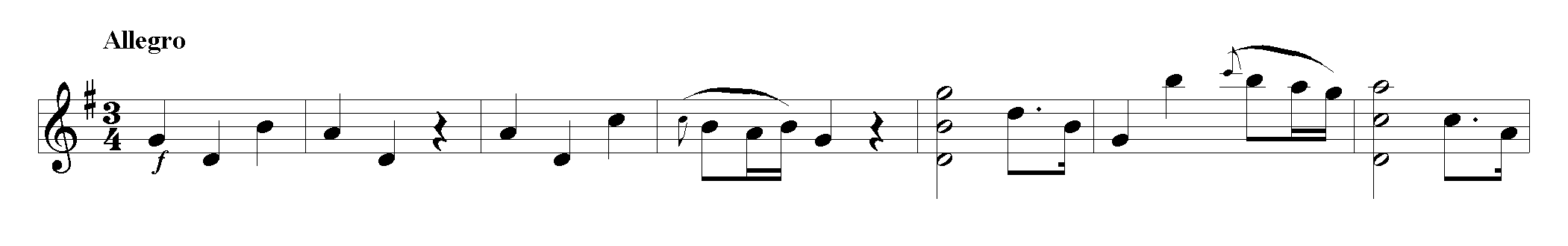
Симфония № 15 (Моцарт), начало

Произведение написано для 2 гобоев, 2 валторн in G и струнных.